# Collegio uninominale Emilia-Romagna - 15
Il collegio elettorale uninominale Emilia-Romagna - 15 è stato un collegio elettorale uninominale della Repubblica Italiana per l'elezione della Camera dei deputati tra il 2017 ed il 2022.

## Territorio
Come previsto dalla legge elettorale italiana del 2017, il collegio era stato definito tramite decreto legislativo all'interno della circoscrizione Emilia-Romagna.
Era formato dal territorio di 23 comuni: Casteldelci, Cattolica, Coriano, Gemmano, Maiolo, Misano Adriatico, Mondaino, Montefiore Conca, Montegridolfo, Montescudo-Monte Colombo, Morciano di Romagna, Novafeltria, Pennabilli, Poggio Torriana, Riccione, Rimini, Saludecio, San Clemente, San Giovanni in Marignano, San Leo, Sant'Agata Feltria, Talamello e Verucchio.
Il collegio era quindi interamente compreso nella provincia di Rimini.
Il collegio era parte del collegio plurinominale Emilia-Romagna - 01.

## Eletti
| Elezione | Elezione | Deputato        | Partito |
| -------- | -------- | --------------- | ------- |
|          | 2018     | Elena Raffaelli | Lega    |

## Dati elettorali

### XVIII legislatura
Come previsto dalla legge elettorale, 232 deputati erano eletti con sistema a maggioranza relativa in altrettanti collegi uninominali a turno unico.
| Candidati              | Candidati                 | Voti    | %     | Liste                           | Voti    | %     |
| ---------------------- | ------------------------- | ------- | ----- | ------------------------------- | ------- | ----- |
|                        | Elena Raffaelli ✔️ Eletto | 59 161  | 35,18 | Lega                            | 32 691  | 19,44 |
| Forza Italia           | Elena Raffaelli ✔️ Eletto | 59 161  | 35,18 | 18 999                          | 11,30   |       |
| Fratelli d'Italia      | Elena Raffaelli ✔️ Eletto | 59 161  | 35,18 | 5 799                           | 3,45    |       |
| Noi con l'Italia - UDC | Elena Raffaelli ✔️ Eletto | 59 161  | 35,18 | 1 672                           | 0,99    |       |
|                        | Giulia Sarti              | 54 621  | 32,48 | Movimento 5 Stelle              | 54 621  | 32,48 |
|                        | Sergio Pizzolante         | 43 103  | 25,63 | Partito Democratico             | 37 232  | 22,14 |
| +Europa                | Sergio Pizzolante         | 43 103  | 25,63 | 3 996                           | 2,38    |       |
| Civica Popolare        | Sergio Pizzolante         | 43 103  | 25,63 | 1 116                           | 0,66    |       |
| Italia Europa Insieme  | Sergio Pizzolante         | 43 103  | 25,63 | 759                             | 0,45    |       |
|                        | Giuseppe Chicchi          | 5 140   | 3,06  | Liberi e Uguali                 | 5 140   | 3,06  |
|                        | Francesco Vittori         | 1 425   | 0,85  | Potere al Popolo!               | 1 425   | 0,85  |
|                        | Dino Angeli               | 1 322   | 0,79  | Il Popolo della Famiglia        | 1 322   | 0,79  |
|                        | Sara Conversi             | 1 113   | 0,66  | Partito Comunista               | 1 113   | 0,66  |
|                        | Mirco Ottaviani           | 959     | 0,57  | Italia agli Italiani            | 959     | 0,57  |
|                        | Elena Pierantoni          | 865     | 0,51  | CasaPound                       | 865     | 0,51  |
|                        | Gianluca Sartini          | 277     | 0,16  | PRI - ALA                       | 277     | 0,16  |
|                        | Marianna Puscio           | 190     | 0,11  | Per una Sinistra Rivoluzionaria | 190     | 0,11  |
| Totale                 | Totale                    | 168 176 | 100   |                                 | 168 176 | 100   |
|                        |                           |         |       |                                 |         |       |
| Voti non validi        | Voti non validi           | 3 734   | 2,17  |                                 |         |       |
| Votanti                | Votanti                   | 171 910 | 77,31 |                                 |         |       |
| Elettori               | Elettori                  | 222 369 |       |                                 |         |       |